# Bahnbetriebswerk Arnstadt

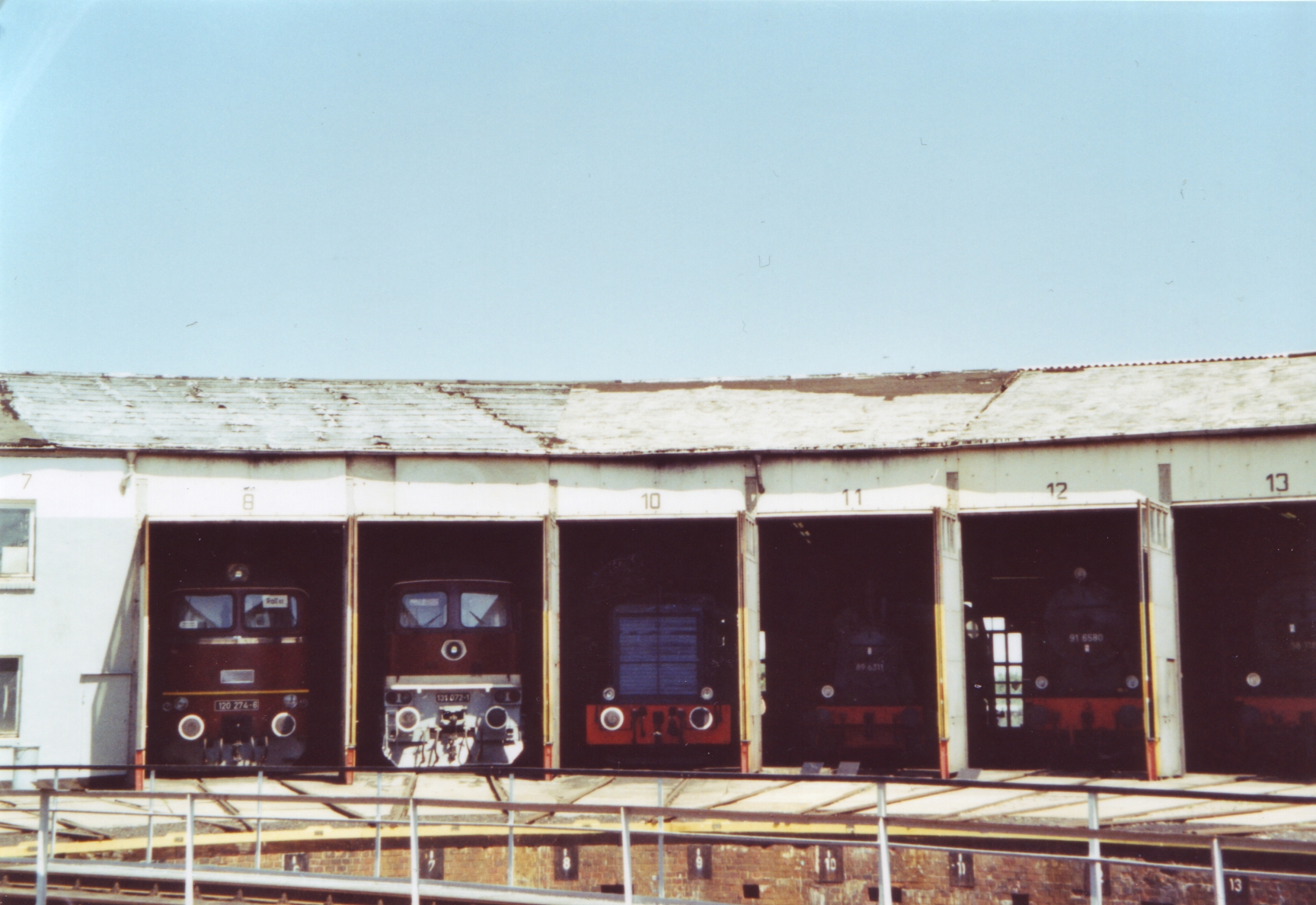
Ringlokschuppen des Bw Arnstadt

Das Bahnbetriebswerk Arnstadt ist heute ein Eisenbahnmuseum in Arnstadt in Thüringen.
Seit 1992 beheimatet das Bahnbetriebswerk (Bw) Arnstadt Dampflokomotiven der ehemaligen Reichsbahndirektion Erfurt. Es befindet sich an den über den Thüringer Wald führenden Bahnstrecken Erfurt–Schweinfurt (Kursbuchstrecke 570),  Erfurt–Arnstadt–Saalfeld (Kursbuchstrecke 563) sowie Plaue–Ilmenau (–Themar) (Kursbuchstrecke 566). Engagierten Eisenbahnern gelang es 1994, den dauerhaften Bestand der Anlage des Bahnbetriebswerkes Arnstadt mit Gründung eines Fördervereines zu sichern und ihn in das Eisenbahnmuseum Bahnbetriebswerk Arnstadt/hist. umzuwandeln.

## Geschichte
Ab 1867 begann der Zugverkehr auf der Strecke Erfurt–Arnstadt. Ein Jahr später wurde das Bahnbetriebswerk Arnstadt in Betrieb genommen. Auf dem Gelände entstand eine zweiständige Remise und einfachste Lokbehandlungsanlagen. Der Zugbetrieb auf dem Streckenabschnitt Arnstadt–Plaue folgte 1879 und 1884 der Abschnitt Plaue–Oberhof–Suhl. Der Zugbetrieb auf der Strecke Arnstadt–Saalfeld kam 1894/95 dazu.
Das heutige Bahnbetriebswerk (Lokschuppen mit den Gleisen 1–5) wurde 1898 in Betrieb genommen. Durch die Zunahme des Eisenbahnverkehrs wurden die Anlagen des Bw ständig erweitert, so dass heute ein Lokschuppen mit 22 Ständen zur Verfügung steht. Zur Versorgung mit kalkarmem Kesselspeisewasser wurde 1935/36 ein bahneigenes Wasserwerk in Liebenstein gebaut.
Von 1955 bis 1973 waren Dampflokomotiven mit Kohlenstaubfeuerung im Bw Arnstadt stationiert. Deshalb wurde 1961 eine spezielle Mahl- und Bunkeranlage für Kohlenstaub in Betrieb genommen. 1978 wurde die Strecke zwischen Neudietendorf und Erfurt elektrifiziert. Das Koks- und Schrottlager wird 1985 als Schweißwerkstatt und Handlager umgebaut. Nach der Umwandlung in ein Eisenbahnmuseum wurde das Lager 1994/95 renoviert.

## Ausrüstung und Aufgaben des Bahnbetriebswerks
Für die Instandhaltung der Triebfahrzeuge stehen verschiedene Anlagen zur Verfügung:
Eine Vierspindelachssenke dient dem Tausch von Radsätzen der Lokomotiven. Diverse Kräne stehen für den Austausch von Baugruppen der Triebfahrzeuge, aber auch für die Bekohlung der Dampflokomotiven, bereit.
Die Zufahrt zum Lokschuppen erfolgt über eine Drehscheibe mit 23 m Durchmesser. Der Antrieb der Drehscheibe kann wahlweise mit Elektrizität, Druckluft oder über eine Handkurbel erfolgen. Zusätzlich ist die Drehscheibe mit einer Spillanlage ausgerüstet, die es bei Schauvorführungen ermöglicht, Lokomotiven ohne Schleppfahrzeug zu bewegen.
Das Bahnbetriebswerk besitzt drei Gleise mit direktem Gleisanschluss an den Bahnhof Arnstadt Hbf. Davon ist ein Gleis als Dampflokbehandlungsgleis vorgesehen. Ein Besandungsturm, ein Wasserkran, ein Schrägaufzug für Schlacke, zwei verschiedene Kohlekräne und andere Geräte dienen der Wartung und Pflege der Dampflokomotiven.
1984 wurde der Abschnitt Neudietendorf–Arnstadt elektrifiziert, weil für die Städteexpresszüge von Meiningen nach Berlin im Erfurter Hauptbahnhof für den Lokwechsel, das Beistellen von zusätzlichen Reisezugwagen sowie die nächtliche Wagenbehandlung keine ausreichenden Kapazitäten vorhanden waren. Nach der Wende wurde diese Verbindung eingestellt, die elektrifizierte Strecke verlor damit ihre Bedeutung, ebenso entfiel damit diese Aufgabe für das Bw Arnstadt. 1996 wurde die Fahrleitung zwischen Neudietendorf und Arnstadt außer Betrieb genommen und später wieder rückgebaut.

## Fahrzeugbestand des Bw Arnstadt
Folgende Fahrzeuge sind im Fahrzeugbestand des Bw Arnstadt zu finden.

### Dampflokomotiven
Insgesamt beheimatet das Bw Arnstadt acht Dampflokomotiven. Davon sind sieben Traditionslokomotiven der Deutschen Bahn AG.
| Loknummer         | Fahrzeugtyp                | Baujahr           | Zustand der Lok     | Sonstiges                                                          |
| Dampflokomotiven: | Dampflokomotiven:          | Dampflokomotiven: | Dampflokomotiven:   | Dampflokomotiven:                                                  |
| ----------------- | -------------------------- | ----------------- | ------------------- | ------------------------------------------------------------------ |
| 01 1531-1         | Schnellzug-Dampflok        | 1935              | rollfähig           | Rekonstruktion 1964 im RAW Meiningen                               |
| 38 1182-5         | Personenzugdampflok        | 1910              | Ausstellungsexponat |                                                                    |
| 44 0093-3         | Güterzugdampflok           | 1942              | rollfähig           | Wiedereinbau der Ölfeuerung 1996                                   |
| 50 3688-4         | Güterzugdampflok           | 1940              | rollfähig           | Rekonstruktion 1961 im RAW Stendal                                 |
| 65 1049-9         | Personenzug-Tenderdampflok | 1956              | in Aufarbeitung     |                                                                    |
| 89 6311-8         | Rangierdampflok            | 1936              | Ausstellungsexponat |                                                                    |
| 91 6580-4         | Güterzug-Tenderdampflok    | 1938              | rollfähig           | ex SEG 400, gebaut für Ilmenau-Großbreitenbacher Eisenbahn         |
| 94 1292-5         | Güterzugdampflok           | 1922              | Ausstellungsexponat |                                                                    |
| 95 1027-2         | Güterzug-Tenderdampflok    | 1923              | betriebsfähig       | Einsatz durch Arge Rübeland auf Rübelandbahn und im Thüringer Wald |

### Diesellokomotiven

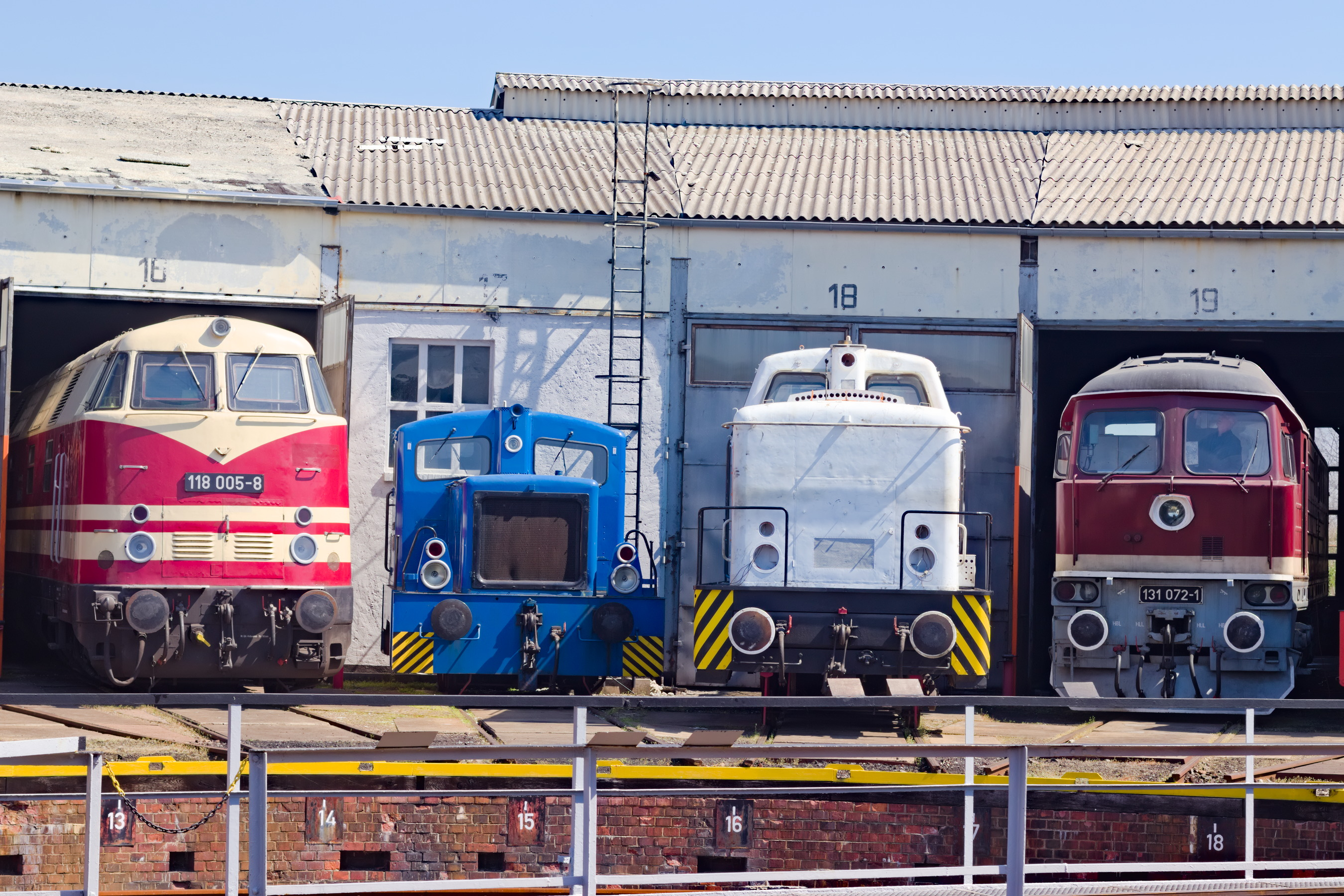
Dieselloks bei Präsentation 2019

Insgesamt acht Diesellokomotiven beheimatet das Bw Arnstadt.
| Loknummer          | Fahrzeugtyp         | Zustand der Lok            |
| Diesellokomotiven: | Diesellokomotiven:  | Diesellokomotiven:         |
| ------------------ | ------------------- | -------------------------- |
| Werklok Typ N4b    | Kleindiesellok      | in Aufarbeitung            |
| Werklok Typ V 22   | Kleindiesellok      | in Aufarbeitung            |
| V 36 274           | Wehrmachtsdiesellok | Ausstellungsexponat        |
| 106 100-1          | Rangierdiesellok    | rollfähig                  |
| 118 005-8          | Streckendiesellok   | fahrfähig                  |
| 118 749-1          | Streckendiesellok   | rollfähig                  |
| 120 274-6          | Streckendiesellok   | Betriebsfähig seit 10/2020 |
| 131 072-1          | Streckendiesellok   | Ausstellungsexponat        |

### Sonstige Fahrzeuge
- Eisenbahndrehkran (EDK 80/2) – Einsatz zum Bekohlen von Dampflokomotiven
- Akku-Schleppfahrzeug (ASF) – Einsatz zum Verschub von Fahrzeugen
- Mitropa-Speisewagen – zur Verpflegung von Gästen zu Veranstaltungen
- SKL Bauart Schöneweide – für Transporte auf der Anschlussbahn
- Schlafwagen/Begleiterwagen – Personalunterkunft bei auswärtigen Veranstaltungen
- Dampfspeicherlok – Ausstellungsexponat

### Elektrolokomotiven
Wegen permanenter Überlastung des Bahnknotens Erfurt wurde der Streckenabschnitt Neudietendorf–Arnstadt 1984 elektrifiziert. Damit sollte erreicht werden, dass durchgehende Züge schon in Arnstadt mit Elektrolokomotiven bespannt werden. Dazu wurden mehrere Elektroloks in Arnstadt stationiert, welche teilweise die Beförderung der Expresszüge nach Berlin übernahmen. So wurden auch Güterzüge, die aus den NSW-Ländern kamen, von Eisenach bis Arnstadt mit Dieseltraktion gefahren und in Arnstadt
umgespannt. Nach Abbau der elektrischen Oberleitung wurde am Gleisdreieck Neudietendorf die Südwestkurve, der Abzweig Richtung Eisenach, zurückgebaut.

### Ehemalige Lokomotiven

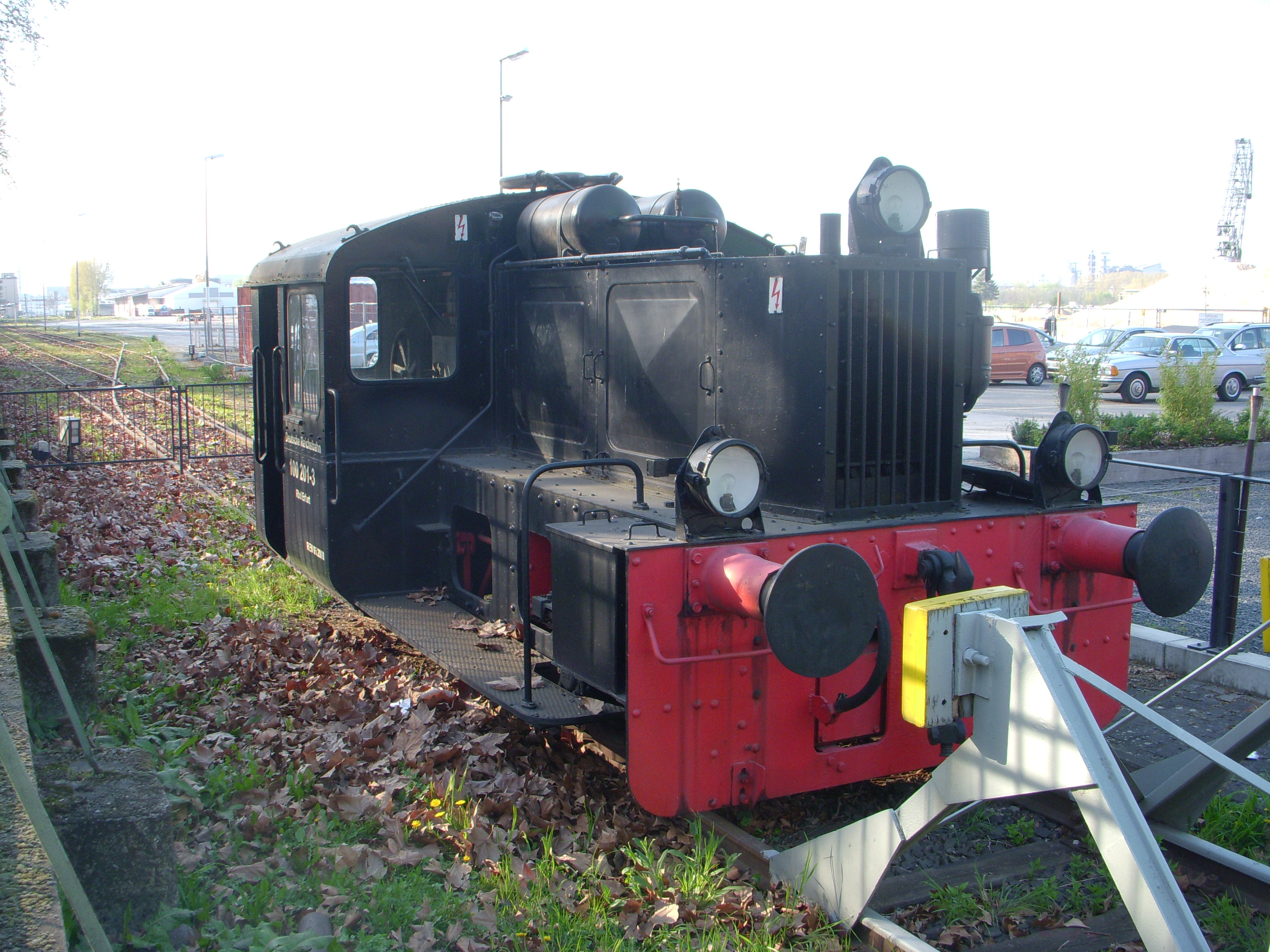
Kleinlokomotive 100-201-3, heute neben der Kunsthalle Mainz

Folgende Lokomotiven sind nicht mehr im BW Arnstadt beheimatet:
- 100 201-3 – Rangierdiesellok Bj. 1933, an Railion, nun Stadtwerke Mainz AG
- 100 439-9 – Rangierdiesellok Bj. 1934
- 112 819-8 – Streckendiesellok, an Alstom
- 254 106 (E 94) – Elektrolok, seit März 2005 beim Thüringer Eisenbahnverein e. V. im Eisenbahnmuseum Weimar